# Противокашлевые средства

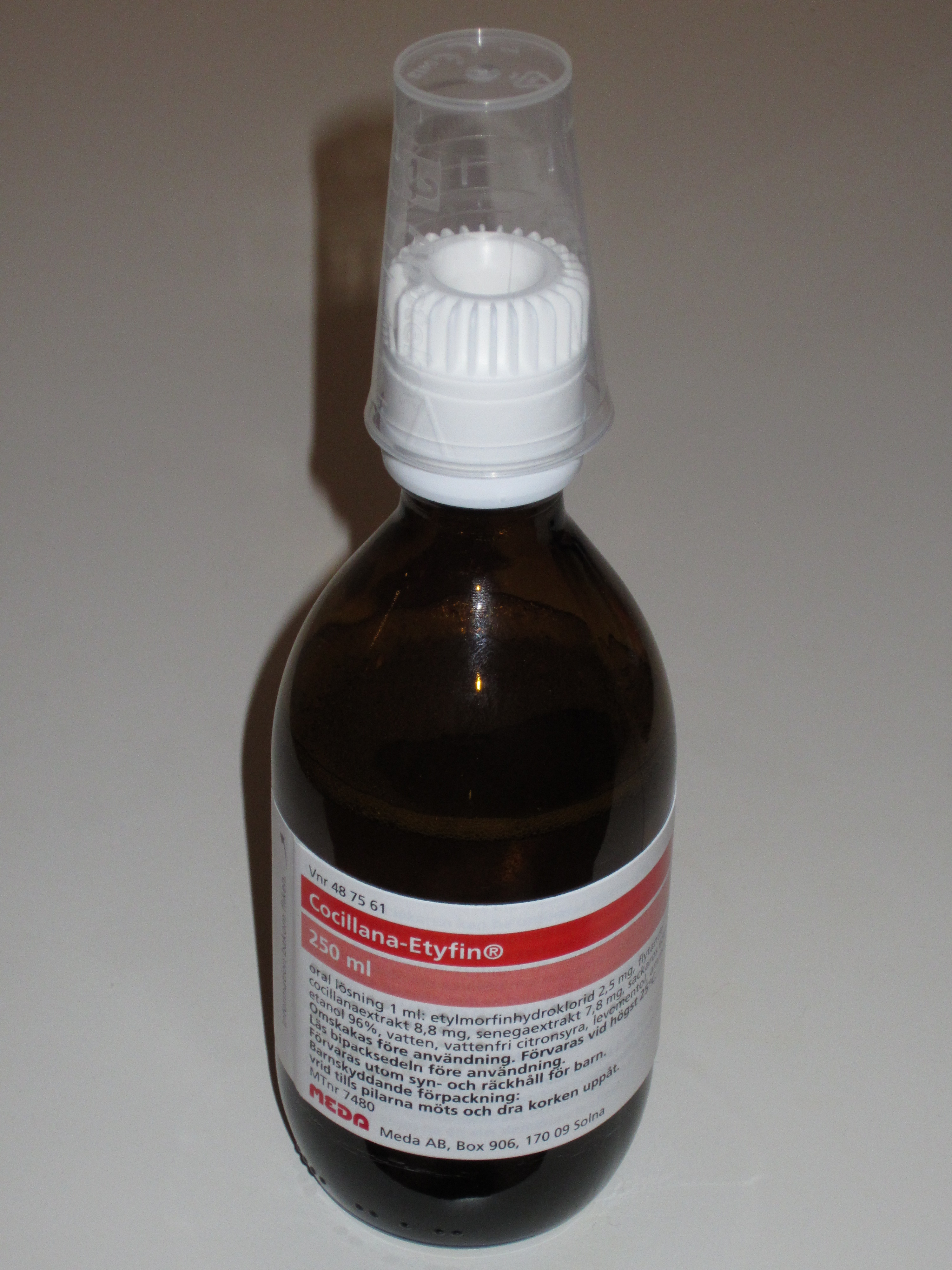
Cocillana (Ethylmorphine)

Противокашлевые препараты — лекарственные средства, подавляющие кашель. Обычно назначаются в случаях, когда кашель физиологически не оправдан. Показаниями к применению являются те клинические состояния, при которых отмечается сухой, частый кашель, приводящий к рвоте, нарушению сна и аппетита, частый болезненный кашель при сухом плеврите. Назначение противокашлевых средств не является эффективной мерой и приводит к ряду побочных эффектов.

## Классификация
I. Действующие на кашлевой центр
Рефлекторного действия:
- Н - холиномиметики (цититон, лобелина гидрохлорид)

Центрального действия:
- наркотические
- ненаркотические

II. Подавляющие чувствительность кашлевых рецепторов или действующие на афферентные пути регуляции
- противокашлевые препараты периферического действия
- препараты смешанного действия

В широком смысле противокашлевые средства разделяют на средства центрального и периферического действия.

### Противокашлевые средства центрального действия
Противокашлевые средства центрального действия оказывают прямое угнетающее влияние на кашлевой центр, обладают анальгетическим действием. К ним относятся препараты с наркотическим эффектом и препараты, оказывающие ненаркотическое противокашлевое действие в сочетании с обезболивающим, успокаивающим эффектом. 

#### Наркотические противокашлевые препараты
В эту группу входит кодеин, морфин, дионин, декстрометорфан и другие препараты. Препараты этой группы подавляют кашлевой рефлекс, угнетая кашлевой центр в продолговатом мозге. При длительном применении развивается зависимость. Эти средства угнетают дыхательный центр и вызывают запоры.
Наркотические препараты (кодеин) используются редко, в основном в условиях стационара, из-за возможного одновременного угнетения дыхательного центра и уменьшения дыхательного объёма. В РФ с 2012 года прекращён оборот безрецептурных кодеинсодержащих препаратов. Наиболее частым показанием к их назначению является тяжелый непродуктивный кашель у пациентов с онкологическими заболеваниями (рак лёгкого, мезотелиома плевры и др.).

#### Ненаркотические противокашлевые препараты центрального действия
В клинической практике чаще всего используется бутамират (интуссин, синекод), глауцина гидрохлорид (глаувент) и окселадина цитрат (тусупрекс). Они оказывают противокашлевое, гипотензивное, спазмолитическое действие, не угнетают дыхание, не тормозят моторику желудочно-кишечного тракта, не вызывают привыкания и лекарственной зависимости. Показанием к их назначению является необходимость в подавлении кашля.
В сентябре 2023 года в Европейском союзе допущен к применению гефапиксант.

### Противокашлевые препараты периферического действия
Более всего известен лидокаин. При ингаляции местных анестетиков длительность противокашлевого действия превосходит анестезирующий эффект.
Противокашлевые средства периферического действия (леводропропизин, преноксдиазин, типепидин) угнетают чувствительные нервные окончания слизистой оболочки дыхательных путей, то есть блокируют периферическое (афферентное) звено кашлевого рефлекса. Леводропропизин не действует как противокашлевое средство, вторичное по отношению к бронходилатации или антагонизму мускариновых рецепторов, так как не ингибирует вызванную метахолином бронхоконстрикцию у пациентов с астмой. Выраженную противокашлевую активность связывают с его влиянием на высвобождение или активность сенсорных нейропептидов и замедлением передачи нервных импульсов внутри С-волокон.
Эффективным противокашлевым средством периферического действия является увлажнение слизистых (аэрозоли и ингаляции). 

### Препараты смешанного действия
Комбинированные препараты от кашля обладают не только противокашлевым действием, но и другими эффектами: бронходилатирующим, противовоспалительным, антигистаминным, жаропонижающим, муколитическим. Чаще всего применяется Преноксдиазин.